# 柳条河
柳条河，位于中华人民共和国新疆维吾尔自治区哈密市伊州区北部和巴里坤哈萨克自治县东南部，是巴里坤湖主要的入湖河流，发源于伊州区白石头乡西南巴里坤山白石头风景区，自西南向东北流，过口门子村出山口，于白石头乡东北约4千米处转西北流，经鸣沙山后进入巴里坤哈萨克自治县境内，经巴里坤县松树塘、柳条河水库、奎苏镇、新疆生产建设兵团第十三师红山农场、团结水库、二渠水库等地，于大河镇以南约3.7千米处转西流，最后注入巴里坤湖。河流全长约108千米，总集水面积约3000平方千米。